# 蔚蓝网
蔚蓝网络书店，成立于2000年。蔚蓝网络书店曾是中国销售学术书籍最全面的网络书店之一，但后来放弃专业书籍为主而转向全品种经营。

## 发展历史
- 2000年3月26日，蔚蓝网络书店成立。创办人是六位清华大学的博士和硕士[3]。
- 2000年12月，蔚蓝网络书店正式注册公司。
- 2007年7月，蔚蓝网络书店启用新域名www.wl.cn。